# Parlamentní volby v Bulharsku 1881
Parlamentní volby se konaly v červnu 1881. Po volbách se konalo zasedání, kde chtěli konzervativci změnit první bulharskou ústavu z roku 1879. Byly to změny, které se konzervativcům nepodařilo prosadit v první ústavě. Navrhované změny zahrnovaly omezení občanských svobod, snížení počtu mandátů v bulharském Národním shromáždění a zavedení Státní rady, tedy zavedení dvoukomorového parlamentu. Těmito reformami se mělo Bulharsko proměnit na autoritativní[kdo?] diktaturu.

## Před a při volbách
Liberální strana se nebála jejich radikálních návrhů, protože věděli, že získají u lidí, jako z předcházejících voleb většinu. Liberálové by nejspíše opravdu získali většinu, ale Rusko bylo připraveno podpořit prince Alexandra I. Bulharského, tedy konzervativce u voleb. U volebních uren stáli ruští vojáci, aby „napověděli koho volit“ a aby „zachovali pořádek“, ale ve skutečnosti docházelo k násilí.

## Volební výsledky
- Pouze ve dvou volebních obvodech zvítězili liberálové, jinak konzervatisté zajistili většinu v Bulharském parlamentu.

## Po volbách
1. července konzervatisté naprosto podpořili ústavní změny, které byly všechny poupraveny za pouhé 2 hodiny. Princ Alexandr provedl puč. Po převratu mnoho liberálů odjíždělo do zahraničí. Režim byl slabý od začátku, nicméně skutečnou moc měli dva ruští generálové z Petrohradu - Leonid Sobolev a Alexander Kaulbars. Režim se zhroutil a stará ústava byla obnovena 3. září 1883.

## Poznámka
- Tyto parlamentní volby se konaly v červnu roku 1881, ale před těmito volbami byly parlamentní volby v lednu 1881.